# 信夫恕軒
信夫 恕軒（しのぶ じょけん、天保6年5月5日（1835年5月31日） - 明治43年（1910年）12月11日）は、日本の漢学者。東京大学講師。名は粲（あきら）、字は文則。号は恕軒、天倪（てんげい）。
国際法学者の信夫淳平の父。信夫韓一郎（新聞記者、元朝日新聞専務）、信夫清三郎（政治学者、名古屋大名誉教授）の祖父。

## 経歴
鳥取藩医・信夫正淳の子。江戸芝金杉（現東京都港区）の藩邸に生まれる。信夫家は代々因州鳥取池田藩の侍医だった。兄尚貞は藩医として五人扶持三十俵をうけていた。
二歳のときに父を亡くす。家庭生活には恵まれず、衣食も欠乏するほどであったが、幼少のころから学問を好み作文に長じ、飢えや寒さにひるむことなく学業にはげんだ。海保漁村・芳野金陵・大槻磐渓に就いて経史、文辞を修めた。
医術を誰に学んだかわからないが、学成って初め下野の真岡（栃木県真岡市）に流寓し、北総を経て平塚村（茨城県結城郡）に寄寓しており、その頃が恕軒の三十才前後だと言われている。
明治になって東京の江東本所（現墨田区）で奇文欣賞堂という塾を開いて、漢学を教えた。
東京大学より招かれて講師となる。その後、三重県立中学校教官、和歌山県の中学校教官を経て東京に戻り、小石川武島町（現文京区）に住んだ。明治43年（1910年）12月11日、中風のため小石川区小日向武島町の自宅で死去。東京・谷中霊園に葬られる。

## 人物像
性格は偏狭で短気であった。
毀誉褒貶の多い人だけに友人は少なく、終生の友として成島柳北の名があげられる。
才気横溢かつ雄弁であり、赤穂浪士の講話を得意とし、「赤穂にいた時に、前原宗房がやかんのお湯を頭からかぶって火傷した」「吉良邸を探索中の岡野包秀が、泥棒と思われ町人たちから袋叩きにされた」など臨場感に満ち、聴衆の中には泣き出すものがいるくらいであった。
但し、彼の「義士実談」の中には、赤穂義士に助勢加勢するものは皆無であった、奥田重盛が切腹の作法を知らなかった、介錯に失敗し二度斬りされた武林隆重が大声を出した、流罪になった赤穂義士の遺児らが、莚や苫を造る労働をさせられた等とも記され、いわゆる英雄伝説を否定し、義士美化を批判した内容も多分にある。
人となりは傲岸、「よく人を罵る」と師の一人である羽倉簡堂に評されている。友人だった依田学海は「気性が磊落で飾るところがない」と評する。

## 著書
- 『恕軒文鈔 1-2』奇文欣賞書楼、1877年。
- 『恕軒文鈔 3-4』信夫　粲、1882年。
- 『恕軒文鈔 5』信夫恕軒、1877年。
- 『恕軒文鈔三編 巻上』信夫恕軒、1888年。
- 『恕軒文鈔三編 巻中』信夫恕軒、1888年。
- 『恕軒文鈔三編 巻下』信夫恕軒、1888年。
- 『恕軒詩鈔』[1]
- 『恕軒漫筆』[1]
- 『赤穂誠忠録』[1] - 巻頭の「序」に「吉良家の忠臣義人も併記し、義周以降の吉良家の活躍（七代家継の治世）[10]も記す」とある。
- 『養蚕新論』
- 『恕軒遺稿』
- 『漢訳文則』

## 史料
- 信夫恕軒 - 自撰墓碑銘

粲字は文則、号は恕軒、晩に天倪（てんげい）と更（あらた）む。信夫は氏、世々因幡守池田候に仕ふ。其の家世を詳（つまびら）かにせず。
天保六年某月某日、江戸邸に生る。二才にして怙恃（こじ）を喪（うしな）ひ又雁行（がんこう）無し。幼にして学を好み、作文に長ず。狷直（けんちょく）にして世に容（い）れられず。明治中興、三たび仕へて三たび罷（や）め、家処して教授す。一世知己（ちき）に遇はず。千載豈（あ）に不朽を保たんや。然れども、其の守節に至りては、不屈なり。則ち諸（これ）を鬼神に質（ただ）すとも疑はざるなり。乃ち石を買いて自ら碑して日く、
貌（かほ）は陋（ろう）にして性は介。屯如たり邅如たり。世の清議を犯し、郷曲の誉を欠く。寸心千古、白（むなし）く蠧魚（とぎょ）を看る。
人用ひずと雖も、天其れ諸（これ）を舎（す）てんや。窮まり愁へて以て死す。噫（ああ）、命なるかな。